# Сузана Вуксановић
Сузана Вуксановић (1975.) српска је историчарка уметности. 

## Биографија
Сузана Вуксановић је дипломирала, магистрирала и докторирала на Катедри за историју модерне уметности Одељења за историју уметности Филозофског факултета у Београду. У периоду 1994‒2000. радила је као кустоскиња у Галерији Матице српске у Новом Саду. Од 2001. запослена је у Музеју савремене уметности Војводине у Новом Саду, прво као кустоскиња изложбене делатности, а од 2005. у звању вишег кустоса задужена је за Збирку скулптура, објеката и инсталација. Стручно звање музејског саветника стекла је 2012.
Објавила више књига из области историје уметности, савремене уметничке продукције као и из области критике уметничког система. Ауторка је више проблемских и студијских изложби и кустоскиња бројних самосталних изложби.

## Награде
Добитница је награде „Павле Васић“ за 2012. за монографски каталог и ретроспективну изложбу „Мира Бртка: Нестабилне равнотеже (1962‒2012)“.